# هاپوتاله اوداگامدا
هاپوتاله اوداگامدا (به لاتین: Haputale Udagammedda) یک منطقهٔ مسکونی در سری‌لانکا است که در استان مرکزی (سری‌لانکا) واقع شده‌است.